# 牧田甚一
牧田 甚一（まきた じんいち、1892年2月27日 - 1986年11月12日）は、日本の経営者。熊谷組社長、会長を務めた。鳥取県倉吉市出身。

## 経歴・人物
1912年に岩倉鉄道学校建築科を卒業し、1915年に飛島組に入社。1938年に熊谷組の設立に携わり、専務に就任し、1959年3月に副社長に就任し、1967年12月には社長に昇格。1978年12月に会長に就任。
1955年7月に藍綬褒章を受章し、1974年に勲三等旭日中綬章を受章。
1986年11月12日急性心不全のために死去。94歳没。